# Тевін Фармер
Тевін Фармер (англ. Tevin Farmer; 30 липня 1990) — американський професійний боксер, чемпіон світу за версією IBF (2018—2020) в другій напівлегкій вазі.
Дядько Фермера — Джо Ганс, який був першим в історії темношкірим американцем, який виграв титул чемпіона світу.

## Професіональна кар'єра
Дебютував  на професійному рингу з поразки 10 лютого 2011 року. Впродовж 2011—2012 років провів дванадцять боїв, з яких перемогу здобув у семи, у п'яти програв і один бій завершив внічию. Та після цього видав переможну серію з вісімнадцяти перемог.
9 грудня 2017 року вийшов на бій за вакантний титул чемпіона IBF в другій напівлегкій вазі проти японця Огава Кенічі. Спочатку результатом бою стала перемога Огави розділеним рішенням, але після того, як стало відомо, що японець провалив допінг-тест, бій було оголошено таким, що не відбувся.
3 серпня 2018 року Фармер здійснив ще одну спробу оволодіти титулом чемпіона світу, вийшовши на бій за вакантний титул чемпіона IBF в другій напівлегкій вазі проти австралійця Біллі Діба. Бій проходив у Сіднеї, і Діб на правах господаря намагався тиснути на суперника, але Фармер багато рухався, був точнішим і викидав велику кількість легких ударів. В 11 раунді Діб побував у нокдауні. Всі троє суддів виставили рахунок на користь американця. Фармер став новим чемпіоном світу. Провів чотири успішних захиста, а 30 січня 2020 року програв одностайним рішенням співвітчизнику Джозефу Діасу і втратив титул чемпіона світу.
Після поразки від Діаса Фармер зробив перерву у виступах більше ніж на три роки, повернувшись на ринг 2023 року.
16 листопада 2024 року в бою за вакантний титул «тимчасового» чемпіона світу за версією WBC у легкій вазі зазнав поразки від Вільяма Зепеди (Мексика). Результат бою  був суперечливим. 29 березня 2025 року суперники зустрілися в реванші. Перемогу рішенням більшості знов здобув Зепеда.